# 1486-й гвардійський мотострілецький полк (РФ)
1486-й гвардійський мотострілецький полк (1486 р. мсп) — тактичне формування Сухопутних військ Російської Федерації, створене для участі у вторгненні в Україну. Полк укомплектований мобілізованими жителями Санкт-Петербурга та Ленінградської області. Відомий також як «Ленінградський полк».

## Історія
1486-й мотострілецький полк формувався з 2022 року після оголошення мобілізації в Росії. У створенні полку брали участь Законодавчі збори Санкт-Петербурга, що надали матеріальну та юридичну підтримку військовослужбовцям. Мобілізованим опікуються єдинороси та спікер Законодавчих зборів Санкт-Петербурга Олександр Бєльський. Ленінградський полк формували з уродженців п'яти регіонів північного заходу Росії: Санкт-Петербурга, Республіки Комі, а також Ленінградської, Архангельської та Мурманської областей. Військова підготовка проходила під містом Луга.
До весни 2023 р. полк не вів бойових дій. У травні 2023 року деякі підрозділи полку брали участь в оборонних боях біля південного берега Берхівського водосховища під Бахмутом.
Згідно з розслідуванням журналістів, у травні 2023 року командир 6-ї дивізії, куди входить полк, полковник Марат Оспанов «для підтримки військової дисципліни» наказав затримувати тих, хто відмовляється виконувати накази військових. Затримання було доручено полковнику Станіславу Іванісову. Полковника Євгена Малишка було призначено «відповідальним за вбивства військовослужбовців, які, на думку Оспанова М. Р., не підлягали виправленню». Малишко залучив майора та «начальника зв'язку мотострілецького полку 6-ї дивізії» Євгена Борискіна, прапорщика Євгена Чуканова, старшого прапорщика Геннадія Мурого та старшого сержанта Романа Тімоніна. Борискін, Чуканов і Тімонін помістили п'ятеро військовослужбовців 1307-го полку, одного зі 1486-го полку та одного зі 1008-го полку 6-ї дивізії у підвальне приміщення в одному з будинків на окупованій Росією території України, закидали гранатами та добили постріли. Майор Євген Борискін загинув 22 липня 2023 року, нагороджений медаллю «За відвагу» та орденом Мужності посмертно.
Командир полку полковник Євген Вашунін загинув 14 липня 2023 року в Україні під час деблокування групи бійців Шторм Z.
12 липня 2024 року Указом президента Російської Федерації 1486-му мотострілецькому полку присвоєно почесне найменування «гвардійський» за масовий героїзм і відвагу, стійкість і мужність, виявлені особовим складом полку в бойових діях захисту Вітчизни та державних інтересів в умовах збройних

## Емблема
Нашивка являє собою геральдичний щит, на якому розташовані 2 схрещених меча, символ міста-героя Санкт-Петербурга Мідний вершник і георгіївська стрічка — символ військової доблесті захисників Вітчизни.